# Mantra (песня Дженни)
«Mantra» — сингл южнокорейской рэперши и певицы Дженни (участницы южнокорейской гёрл-группы Blackpink), выпущенный на лейблах Odd Atelier и Columbia Records 11 октября 2024 года в качестве лид-сингла из её дебютного студийного альбома Ruby. Это первый релиз Дженни на собственном лейбле и её первый сольный сингл после ухода из YG Entertainment и Interscope Records в качестве сольного исполнителя в 2023 году. Песня была написана и сочинена различными авторами, включая Дженни, Клаудию Валентину и Изабель Карлссон, а продюсерами выступили El Guincho, Jelli Dorman, Jumpa и Serban Cazan. Песня была описана как данс-поп с басовой линией в стиле диско, с текстом, воспевающим девичью силу.

## Предыстория
Не продлив контракт с YG Entertainment на сольную деятельность, Дженни (участница южнокорейской гёрл-группы Blackpink) основала собственный звукозаписывающий лейбл Odd Atelier в ноябре 2023 года. 8 сентября 2024 года было объявлено о подписании контракта с Columbia Records в качестве сольного исполнителя в партнёрстве с Odd Atelier. 25 сентября она начала анонсировать новую музыку, опубликовав видео, на котором она вешает объявление с надписью «Calling all pretty girls». На следующий день она выложила пазл из изображений, которые были опубликованы для поклонников через её официальный портал; после сборки они сложились в фотографию Дженни, идущей по автомобильной парковке рядом с нанесённым на пол числом «1011».
В последующие дни Дженни продолжала выкладывать видео-тизеры, один из которых был озаглавлен «☎️ PRE-TTY-GIRL» и показывал её на той же парковке, а другой, озаглавленный «Подняла трубку», демонстрировал, как певица отрывает копию телефонного номера, напечатанного на рекламном объявлении. 28 сентября было выпущено видео под названием «Presenting… 🍵», в котором Дженни исполняла шесть правил «мантры красивой девушки», перечисленных рассказчиком, который утверждал, что красивые девушки целеустремлённые, занимаются самолюбованием, любят животных, хорошо спят, балуют себя и избегают драмы. На следующий день после этого она поделилась фотографиями своих ноги и талии, на которых курсивом было вытатуировано слово «мантра». 30-го числа она официально объявила название сингла «Mantra» и дату его выхода — 11 октября, выпустив кокетливое тизер-видео, содержащее фрагмент песни Дженни о веселящихся девушках.

## Композиция и текст песни
На показе Chanel весна 2025 на Неделе моды в Париже Дженни описала песню в интервью Vogue как «весёлый, зажигательный гимн, который прославляет силу девушек и вдохновляет каждую женщину сиять по-своему с уверенностью». Stereogum описал песню как «неряшливый, дерзкий поп» с басовой линией в стиле диско. В то же время Hits назвал её «жемчужиной дэнс-попа».

## Отзывы
| Оценки критиков | Оценки критиков                                                          |
| Источник        | Оценка                                                                   |
| --------------- | ------------------------------------------------------------------------ |
| IZM             | 3 из 5 звёзд · 3 из 5 звёзд · 3 из 5 звёзд · 3 из 5 звёзд · 3 из 5 звёзд |
| NME             | 4 из 5 звёзд · 4 из 5 звёзд · 4 из 5 звёзд · 4 из 5 звёзд · 4 из 5 звёзд |

В рецензии для New Musical Express Пуа Зивей оценил «Mantra» на четыре звезды из пяти и назвал её «уверенной, дерзкой декларацией» с «смелым акапельным началом [которое] освобождает место для достойного припева», но раскритиковал трек за его краткость. Лим Сон Хи из IZM оценил песню в три звезды из пяти и назвал ее «неожиданным» отходом от предыдущих синглов Дженни как в звуковом, так и в лирическом плане. По его мнению, ровный, неизменный ритм хорошо передает характеристики мантры и «пробуждает любопытство» у слушателей. Автор также отметил, что в тексте песни акцент сделан на «мы», а не на «я», и похвалил песню как феминистский гимн, который «смело устанавливает место солидарности» для женщин. Журналист L’Officiel Philippines Андрей Сантос похвалил песню за её электризующее и заразительное исполнение, положительно охарактеризовав её как «смелый гимн, передающий непоколебимую уверенность и беззаботный дух Дженни».

## Награды и номинации
| Год  | Организация            | Награда                             | Результат | Ссылка |
| ---- | ---------------------- | ----------------------------------- | --------- | ------ |
| 2024 | Asian Pop Music Awards | Best Music Video (Overseas)         | Победа    | [ 12 ] |
| 2024 | Asian Pop Music Awards | Top 20 Songs of the Year (Overseas) | Победа    | [ 13 ] |
| 2024 | Asian Pop Music Awards | People’s Choice Award (Overseas)    | 1st place | [ 13 ] |
| 2024 | Asian Pop Music Awards | Best Dance Performance (Overseas)   | Номинация | [ 14 ] |
| 2024 | Asian Pop Music Awards | Best Producer (Overseas)            | Номинация | [ 14 ] |
| 2024 | Asian Pop Music Awards | Record of the Year (Overseas)       | Номинация | [ 14 ] |
| 2024 | Asian Pop Music Awards | Song of the Year (Overseas)         | Номинация | [ 14 ] |

| Программа   | Дата            | Ссылка |
| ----------- | --------------- | ------ |
| M Countdown | 17 октября 2024 | [ 15 ] |

## Коммерческий успех
Сингл «Mantra» дебютировал на третьем месте в Billboard Global 200 с 74,9 млн потоков и 15 000 продаж в мире в первую неделю релиза с 11 по 17 октября 2024 года. Он стал её третьим сольным хитом в Топ-10 этого чарта после «You & Me» и «One of the Girls». Также три хита в Топ-10 у её согруппницы Лисы Манобан, в то время как у Джису и Розэ по одному синглу у каждой, а у их группы Blackpink четыре. Песня также дебютировала на № 2 в чарте Billboard Global Excl. U.S. с 69 млн потоков и 12 000 продаж в мире за пределами США. Для Дженни это её 4-й там сольный хит в Топ-10 после «You & Me», «One of the Girls» и «Spot!» (2024), сравнявшись с четырьмя хитами, полученными Blackpink и Лисой Манобан и опередив Джису и Розэ, у которых по одному хиту. Сингл «Mantra» дебютировал на 98-м месте в Billboard Hot 100 в США, став её вторым в него сольным попаданием после «One of the Girls».
В Великобритании сингл «Mantra» дебютировал на 37-м месте в чарте UK Singles Chart, побив рекорд сингла «Flower» (№ 38 в 2023 году) её коллеги по группе Джису как самая успешная песня корейской сольной исполнительницы за всю историю официальных хит-парадов. Это второй хит Дженни в топ-40 за год, после того как в январе песня «One of the Girls» заняла 21-е место. С «Mantra» она стала лидером среди участниц Blackpink с наибольшим количеством сольных синглов в британском top-40, теперь у неё два сингла после «You & Me» (2023).

## Видеоклип
Клип, снятый режиссёром Тану Муино, начинается с маленькой девочки, которая поёт «Mantra» на заднем сиденье автомобиля позади двух мужчин в час пик на автостраде Santa Ana Freeway, отсылая к сцене из фильма «Час пик» 1998 года, где Джулия Хсу в роли маленькой девочки Су-юн Хан похищена Джеки Чаном в роли старшего инспектора Ли и Крисом Такером в роли детектива Джеймса Картера и напевает песню «Fantasy» Мэрайи Кэри на заднем сиденье их машины. Затем Дженни исполняет трек в различных образах по всему Лос-Анджелесу и Большому Лос-Анджелесу, включая Petersen Automotive Museum.

## Живые выступления
Первое телевизионное выступление Дженни с песней «Mantra» состоялось 15 октября на американском ток-шоу «Джимми Киммел в прямом эфире», что стало её дебютом на американском телевидении в качестве солистки. Она выступила на открытой сцене шоу вместе с группой бэк-танцоров. Дженни исполнила песню на южнокорейской музыкальной программе M Countdown 17 октября, впервые за восемь лет после исполнения песни «Playing with Fire» с Blackpink в 2016 году. Она также исполнила «Mantra» на музыкальной программе Show! Music Core 19 октября. 10 ноября Дженни исполнила песню и свой предыдущий сингл «You & Me» на фестивале 2024 Superpop Japan, проходившем на Panasonic Stadium Suita в Осаке. Она включила песню в сетлист своего концертного тура The Ruby Experience, который начался в Лос-Анджелесе 6 марта 2025 года, одновременно с релизом Ruby. Дженни также исполнила её на фестивале музыки и искусств Коачелла 13 и 20 апреля 2025 года.

## Чарты

### Еженедельные чарты
| Чарт (2024)                           | Высшая позиция |
| ------------------------------------- | -------------- |
| Австралия (ARIA)                      | 52             |
| Канада (Billboard Canadian Hot 100)   | 46             |
| Мир (Billboard Global 200) ·          | 3              |
| Гонконг (Billboard Hong Kong Songs)   | 1              |
| Ирландия (IRMA)                       | 82             |
| Япония (Billboard Japan Hot 100)      | 45             |
| Япония (Heatseekers, Billboard Japan) | 3              |
| Малайзия (Billboard Malaysia Songs)   | 2              |
| Новая Зеландия (Recorded Music NZ)    | 32             |
| Филиппины (Philippines Hot 100)       | 5              |
| Сингапур (RIAS)                       | 2              |
| Республика Корея (Circle)             | 3              |
| Китайская Республика (Billboard)      | 1              |
| Великобритания (OCC UK Singles)       | 37             |
| США (Billboard Hot 100) ·             | 98             |
| США (Billboard Pop Airplay)           | 35             |

## Сертификации
| Регион                                                                      | Сертификация | Продажи |
| --------------------------------------------------------------------------- | ------------ | ------- |
| Канада (Music Canada)                                                       | Золотой      | 40 000  |
| Данные о продажах + прослушиваниях приведены только на основе сертификации. |              |         |

### Комментарии
1. ↑  Продюсеры: El Guincho, Jelli Dorman, Jumpa, Serban Cazan